# FABARM SDASS戰術型泵動式霰彈槍
FABARM SDASS戰術型（英語：FABARM SDASS Tactical）是一款由意大利槍械製造商費巴爾姆公司（FABARM，全稱：Fabbrica Bresciana Armi S.p.A.）專為執法機關和／或保安機構用途所研製和生產泵动式戰鬥散彈槍，並具有一些特殊功能，比如折疊式前準星、機匣頂部的內置式皮卡汀尼導軌、以及可更方便地控制槍械的延長式前護木。SDASS霰彈槍獲製成以各種不同的樣式。發射23⁄4英吋或3英吋12鉛徑霰彈。

## SDASS戰術型概述
這是FABARM SDASS最主要的生產型號；其他型號的槍身都會略有不同。然而內部機構卻是一致性的相同。SDASS全寫為「Special Defence And Security Shotgun」，中文之意為「特殊防衛和保全霰彈槍」，旨在讓保安人員使用。
FABARM SDASS的機匣是由輕量級ERGAL 55合金所機械加工製造，其重量僅為3千克（6.61磅），這要比其他許多戰術、戰鬥霰彈槍（如重量接近5千克的弗蘭基SPAS-12戰鬥霰彈槍）輕便得多。
槍栓藉由一片铝製鎖片，擺動到位，並與槍管延伸部的凹槽嚙合以後閉鎖到位，以將槍栓鎖定到槍管之後。這樣原始的保險裝置，可以防止該槍掉落引發走火。掉落引發的走火是在雙管霰彈槍等霰彈槍中很常見的事故。
SDASS與其他許多泵動式與半自動散彈槍一樣在槍管以下具有內置式管式彈倉，最多可裝填7發12鉛徑霰彈藥筒，加上膛室以內的1發的總容量為8發。
其槍托是由複合聚合物所製成，亦是不同的SDASS衍生型當中結構特徵的變化最大的複合聚合物件。其槍托的常見變化包括縮短型、增加手槍握把以至有如SDASS訓練者型般改變槍托製成的材料。
機匣頂部的MIL-STD-1913戰術導軌上可用以安裝各種瞄準具，比如紅點鏡／反射式瞄準鏡、全息瞄準鏡、棱鏡式瞄準鏡、夜視鏡或熱成像儀。除了瞄準具以外，也可以在該導軌上裝上戰術燈和雷射瞄準器。
標準型FABARM SDASS戰術型的零售價為＄649，但其衍生型售價由＄600一直到＄900不等。

## 衍生型

### SDASS複合材料
這與SDASS Tactical的佈局相同，只是它無裝上皮卡汀尼導軌。

### SDASS重裝戰鬥型
重裝戰鬥型裝有一根更長而且重得多的610毫米的槍管。它還裝有很像Benelli M3 Super 90那樣的手槍握把，而非有如莫斯伯格500那樣的內置式握把。

### SDASS訓練者型
SDASS訓練者型是SDASS複合材料型的輕量版本。它是唯一一種不止一種表面顏色的槍型，它們的槍身為黑色、镍色和碳色。為了使該槍更輕使，槍管隔熱罩上鑽有散熱孔，以減輕其重量，並且以輕質合金部件代替重質合金部件。

### SDASS緊湊型
顧名思義，SDASS緊湊型就是一款用於近身距離作戰的緊湊型霰彈槍。它裝有手槍握把但並無配備固定槍托。然而，該槍亦可將折疊式槍托附接到該槍後部的夾子以上。其餘的外部和內部機構與戰術型相同。

## 流行文化

### 電子遊戲
- 2021年—《蔚藍檔案》：伊草遙香的固有武器「Blow Away」原型。

## 資料來源
1. 1 2  . world.guns.ru.   [2009-07-24]. （原始内容存档于2017-11-09）.
2. ↑   (PDF). fabarm.com.   [2009-07-24]. （原始内容 (PDF)存档于2007-07-06）.
3. ↑  . fabarm.com.   [2009-07-24]. （原始内容存档于2008-08-27）.

## 外部連結
- （英文）—FABARM SDASS Tactical on manufacturer website（页面存档备份，存于）
- （英文）—Modern Firearms—FABARM SDASS Tactical（页面存档备份，存于）
- （简体中文）—槍炮世界— FABARM霰弹枪（页面存档备份，存于）